# Convento de São Marcos (Leão)
O Convento de São Marcos (em castelhano: Convento de San Marcos) é um antigo convento na cidade de Leão, Espanha. É um dos monumentos mais relevantes do renascimento espanhol. Atualmente é parador (hotel de luxo) e uma igreja consagrada.